# Campionati europei di atletica leggera 2014 - Maratona maschile

## Podio
| #       | Atleta          | Nazionalità | Tempo     |
| ------- | --------------- | ----------- | --------- |
| Oro     | Daniele Meucci  | Italia      | 2h 11'08" |
| Argento | Yared Shegumo   | Polonia     | 2h 12'00" |
| Bronzo  | Aleksey Reunkov | Russia      | 2h 12'15" |

## Record
Prima di questa competizione, il record del mondo (RM), il record europeo (EU) ed il record dei campionati (RC) sono i seguenti:
| Record                | Prestazione | Atleta                         | Data                                | Competizione                                |
| --------------------- | ----------- | ------------------------------ | ----------------------------------- | ------------------------------------------- |
| Record mondiale       | 2h03'23"    | Wilson Kipsang Kiprotich Kenya | 29 settembre 2013 Berlino, Germania |                                             |
| Record europeo        | 2h06'36"    | Benoît Zwierzchiewski Francia  | 6 aprile 2003 Parigi, Francia       |                                             |
| Record dei campionati | 2h10'31"    | Martín Fiz Spagna              | 14 agosto 1994 Helsinki, Finlandia  | Campionati europei di atletica leggera 1994 |

## Programma
| Data           | Ora   | Turno  |
| -------------- | ----- | ------ |
| 17 agosto 2014 | 09:00 | Finale |

## Risultati

### Finale
| #       | Atleta                    | Nazionalità | Tempo   | Note |
| ------- | ------------------------- | ----------- | ------- | ---- |
| Oro     | Daniele Meucci            | Italia      | 2:11:08 | PB   |
| Argento | Yared Shegumo             | Polonia     | 2:12:00 |      |
| Bronzo  | Aleksey Reunkov           | Russia      | 2:12:15 |      |
| 4       | Javier Guerra             | Spagna      | 2:12:32 |      |
| 5       | Viktor Röthlin            | Svizzera    | 2:13:07 |      |
| 6       | Abdellatif Meftah         | Francia     | 2:13:16 |      |
| 7       | Ruggero Pertile           | Italia      | 2:14:18 |      |
| 8       | André Pollmächer          | Germania    | 2:14:51 |      |
| 9       | Tadesse Abraham           | Svizzera    | 2:15:05 |      |
| 10      | Ricardo Ribas             | Portogallo  | 2:15:43 |      |
| 11      | Stepan Kiselev            | Russia      | 2:15:45 |      |
| 12      | Valērijs Žolnerovičs      | Lettonia    | 2:15:56 | SB   |
| 13      | Jean-Damascene Habarurema | Francia     | 2:16:04 |      |
| 14      | Abdelhadi El Hachimi      | Belgio      | 2:16:35 |      |
| 15      | Benjamin Malaty           | Francia     | 2:17:09 |      |
| 16      | El Hassane Ben Lkhainouch | Francia     | 2:17:54 |      |
| 17      | Lars Budolfsen            | Danimarca   | 2:17:54 |      |
| 18      | Roman Fosti               | Estonia     | 2:17:54 | PB   |
| 19      | Henrik Them Andersen      | Danimarca   | 2:17:55 |      |
| 20      | Sean Hehir                | Irlanda     | 2:17:59 |      |
| 21      | Sergey Rybin              | Russia      | 2:18:04 |      |
| 22      | Jesper Faurschou          | Danimarca   | 2:18:12 |      |
| 23      | Christian Kreienbühl      | Svizzera    | 2:18:36 |      |
| 24      | Ihor Russ                 | Ucraina     | 2:19:19 |      |
| 25      | Mustafa Mohamed           | Svezia      | 2:19:29 |      |
| 26      | Fatih Bilgiç              | Turchia     | 2:19:49 | PB   |
| 27      | Ivan Babaryka             | Ucraina     | 2:20:19 |      |
| 28      | Kevin Seaward             | Irlanda     | 2:20:30 |      |
| 29      | Ihor Olefirenko           | Ucraina     | 2:20:36 |      |
| 30      | Ruben Indongo             | Francia     | 2:20:39 |      |
| 31      | Koen Raymaekers           | Paesi Bassi | 2:20:49 |      |
| 32      | Michele Palamini          | Italia      | 2:21:32 |      |
| 33      | Håkon Brox                | Norvegia    | 2:21:47 | PB   |
| 34      | Kári Steinn Karlsson      | Islanda     | 2:21:56 |      |
| 35      | Thomas Frazer             | Irlanda     | 2:22:33 |      |
| 36      | Olfert Molenhuis          | Paesi Bassi | 2:22:45 |      |
| 37      | Michael Ott               | Svizzera    | 2:22:51 |      |
| 38      | Fredrik Johansson         | Svezia      | 2:23:10 |      |
| 39      | José Moreira              | Portogallo  | 2:24:23 |      |
| 40      | Yimharan Yosef            | Israele     | 2:24:26 |      |
| 41      | Berihun Wuve              | Israele     | 2:24:39 |      |
| 42      | Ronald Schröer            | Paesi Bassi | 2:24:51 |      |
| 43      | Blazej Brzezinski         | Polonia     | 2:25:17 |      |
| 44      | Patrick Wieser            | Svizzera    | 2:25:33 |      |
| 45      | Christian Pflügl          | Austria     | 2:25:51 |      |
| 46      | Adrian Lehmann            | Svizzera    | 2:26:37 |      |
| 47      | Emil Lerdahl              | Svezia      | 2:27:17 |      |
| 48      | Peter Bech                | Danimarca   | 2:28:38 |      |
| 49      | Mehmet Çağlayan           | Turchia     | 2:30:16 |      |
| 50      | Amir Ramon                | Israele     | 2:30:45 |      |
|         | Dmytro Baranovskyy        | Ucraina     | DNF     |      |
|         | Muzaffer Bayram           | Turchia     | DNF     |      |
|         | Urige Buta                | Norvegia    | DNF     |      |
|         | Marcin Chabowski          | Polonia     | DNF     |      |
|         | Patrik Engström           | Svezia      | DNF     |      |
|         | Hermano Ferreira          | Portogallo  | DNF     |      |
|         | Marius Ionescu            | Romania     | DNF     |      |
|         | Andrea Lalli              | Italia      | DNF     |      |
|         | Ercan Muslu               | Turchia     | DNF     |      |
|         | Ilja Nikolajev            | Estonia     | DNF     |      |
|         | Iolo Nikolov              | Bulgaria    | DNF     |      |
|         | David Nilsson             | Svezia      | DNF     |      |
|         | Hasan Pak                 | Turchia     | DNF     |      |
|         | Liberato Pellecchia       | Italia      | DNF     |      |
|         | Domenico Ricatti          | Italia      | DNF     |      |
|         | Rui Pedro Silva           | Portogallo  | DNF     |      |
|         | Alexei Sokolov            | Russia      | DNF     |      |
|         | Henryk Szost              | Polonia     | DNF     |      |
|         | Daniel Woldu              | Svezia      | DNF     |      |
|         | Zohar Zimro               | Israele     | DNF     |      |
|         | Paul Pollock              | Irlanda     | DNS     |      |
|         | Hugo van den Broek        | Paesi Bassi | DNS     |      |